# Trạm Vostok
Trạm Vostok (tiếng Nga: ста́нцияВосто́к, phát âm là [ˈstant͡sɨjə vɐˈstok], có nghĩa là "Trạm phía Đông") là một trạm nghiên cứu của Nga ở vùng đất Princess Elizabeth Land, Nam Cực. Được thành lập bởi Liên Xô vào năm 1957, trạm nằm ở Cực lạnh phía nam, với nhiệt độ tự nhiên được đo thấp nhất trên Trái đất là −89.2 °C (−128,6 °F). Nghiên cứu bao gồm khoan lõi băng và từ kế. Vostok (tiếng Nga đại diện cho 'phía đông') được đặt theo tên của Vostok, con tàu dẫn đầu của Đoàn thám hiểm Nam Cực đầu tiên của Nga do Fabian von Bellingshausen chỉ huy. 

## Mô tả
Trạm nghiên cứu Vostok có cự ly khoảng 1301 km từ cực nam địa lý, ở giữa tấm băng Nam Cực.
Vostok tọa lạc gần phía nam cực bất khả tiếp cận và cực địa từ trường, khiến nó trở thành một trong những nơi tối ưu để quan sát những thay đổi trong từ trường của Trái đất. Các nghiên cứu khác bao do nhật xạ, địa vật lý, y học và khí hậu học.
Trạm nằm độ cao 3488 m trên mực nước biển và là một trong những trạm nghiên cứu được thành lập biệt lập nhất trên lục địa Nam Cực. Trạm được cung cấp từ trạm Mirny trên bờ biển Nam Cực. Trạm thường tiếp đón 30 nhà khoa học và kỹ sư vào mùa hè. Vào mùa đông, số lượng giảm xuống còn 15 người.